# Reflexní oblouk

U reflexního oblouku akční potenciál zpravidla necestuje ke zpracování až do mozku, a tak je výsledkem mnohem rychlejší reakce. Když dojde ke stimulu (A), bude stimul cestovat až senzorického neuronu (B, zeleně) a následně k páteři (C). Velice pravděpodobně projde krátkým interneuronem (D, fialová) a dolů do motorického neuronu (E, modře) k původu signálu. Následně dojde ke kontrakci svalů (F, červeně), která rozpohybujuje kosti (G).

Reflexní oblouk je nervová dráha, po které se uskutečňuje průběh reflexu. U obratlovců nevede většina senzorických neuronů přímo do mozku, nýbrž do synapse v míše, která umožňuje rychlejší reakce aktivací míšních motorických neuronů bez zpoždění směrování signálů až do mozku. Mozek přesto přijímá smyslové vjemy (viz smyslový orgán), zatímco reflex je prováděn a analýza signálu probíhá až po reflexu.
Existují dva typy reflexů: autonomní reflexní oblouk (postihující vnitřní orgány) a somatický reflexní oblouk (postihující svaly). Nicméně autonomní reflexy někdy zahrnují míchu a naopak některé somatické reflexy jsou zprostředkovány více mozkem než míchou.

## Monosynaptický vs. polysynaptický

Reflexní oblouk: Zde monosynaptický. Byť fyzicky v prostoru je dlouhý: Vede z periferie až do míchy. A pak samozřejmě i zpět.

Pokud se reflexní oblouk u zvířete skládá pouze z jednoho senzorického neuronu a jednoho motorického neuronu, jde o monosynaptický oblouk, neboť se zapojuje jediná chemická synapse. V případě periferních svalových reflexů (patelární reflex, reflex achillovy šlachy) krátká stimulace na svalovém vřeténku vede přímo ke kontrakci agonistů nebo svalových efektorů.
Naopak na polysynaptické reflexní dráze jsou aferentní (senzorické) signály propojeny na eferentní (motorické) efektory přes jeden nebo více interneuronů. Téměř všechny jednoduché reflexy jsou polysynaptické, čímž je umožněno jejich zpracování nebo inhibice v mozku.